# السساندرو سانتوس
السساندرو سانتوس (به انگلیسی: Alessandro Santos) بازیکن فوتبال اهل ژاپن و عضو تیم ملی فوتبال ژاپن است که در تاریخ ۲۱ مارس ۲۰۰۲ میلادی اولین بازی ملی‌اش را انجام داد. او در ۸۲ بازی ملی حضور داشت و آخرین بازی ملی خود را در تاریخ ۱۵ نوامبر ۲۰۰۶ میلادی انجام داد. السساندرو سانتوس در بازی‌های ملی‌اش
۷ گل به ثمر رساند.